# Elbe-Obst

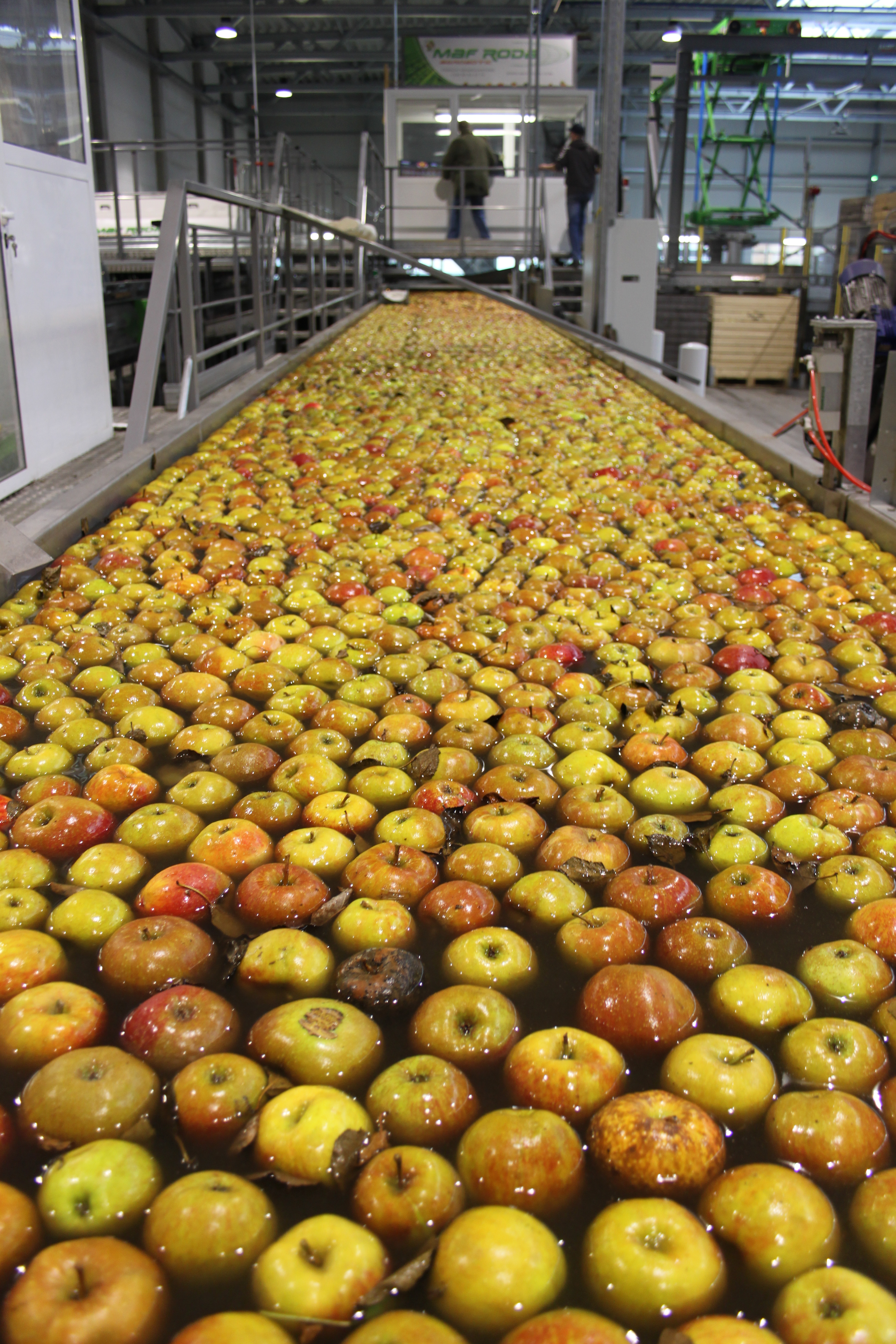
Äpfelsortierbad bei Elbe-Obst

Elbe-Obst besteht aus der Erzeugerorganisation r. V., der Vertriebsgesellschaft mbH und der Fruchtverarbeitung GmbH. Die drei Unternehmen organisieren die Vermarktung der Erzeugnisse ihrer rund 350 Mitglieder. Angebaut wird auf etwa 5500 Hektar Kern-, Stein- und Beerenobst. Das Hauptprodukt ist der Apfel. Elbe-Obst erzielte 2013 einen Umsatz von 116,5 Millionen Euro und vermarktete 164.000 Tonnen Obst.

## Geschäftssegmente

### Erzeugerorganisation
Die Elbe-Obst Erzeugerorganisation r. V. wurde 1968 gegründet. Sie ist ein Zusammenschluss von heute circa 350 Obsterzeugern. Diese bauen auf einer Fläche von etwa 5500 Hektar Kern-, Stein- und Beerenobst an. Das Anbaugebiet Altes Land liegt linksseitig der Elbe und westlich von Hamburg. Die jährlichen Erntemengen liegen durchschnittlich oberhalb von 150.000 Tonnen. Elbe-Obst repräsentiert damit den weitaus überwiegenden Teil des Anbaugebietes im „Alten Land“. Das geerntete Obst wird gebündelt, sortiert, aufbereitet und abgepackt an den Sortier- und Abpackstationen im Anbaugebiet. Jede Station verfügt über Dispositions-, Kühl- und CA-Lager.

### Vertriebsorganisation
Die 1994 gegründete Elbe-Obst Vertriebsgesellschaft mbH besteht aus einem Verbund aus Handelsbetrieben und der Elbe-Obst Erzeugerorganisation r. V. Beliefert werden der deutsche Lebensmitteleinzelhandel, der Exportmarkt, der Convenience-Sektor und die verarbeitende Industrie (z. B. Saft- und Musfabriken). Die Elbe-Obst Vertriebsgesellschaft mbH ist bei den Kunden gelistet und verantwortlich für die Angebotserstellung, die Fakturierung, das Inkasso sowie den Versand. Durch die enge Verzahnung der Erzeugerorganisation und der Vertriebsgesellschaft bietet Elbe-Obst „Anbau und Vermarktung aus einer Hand“.

### Fruchtverarbeitung

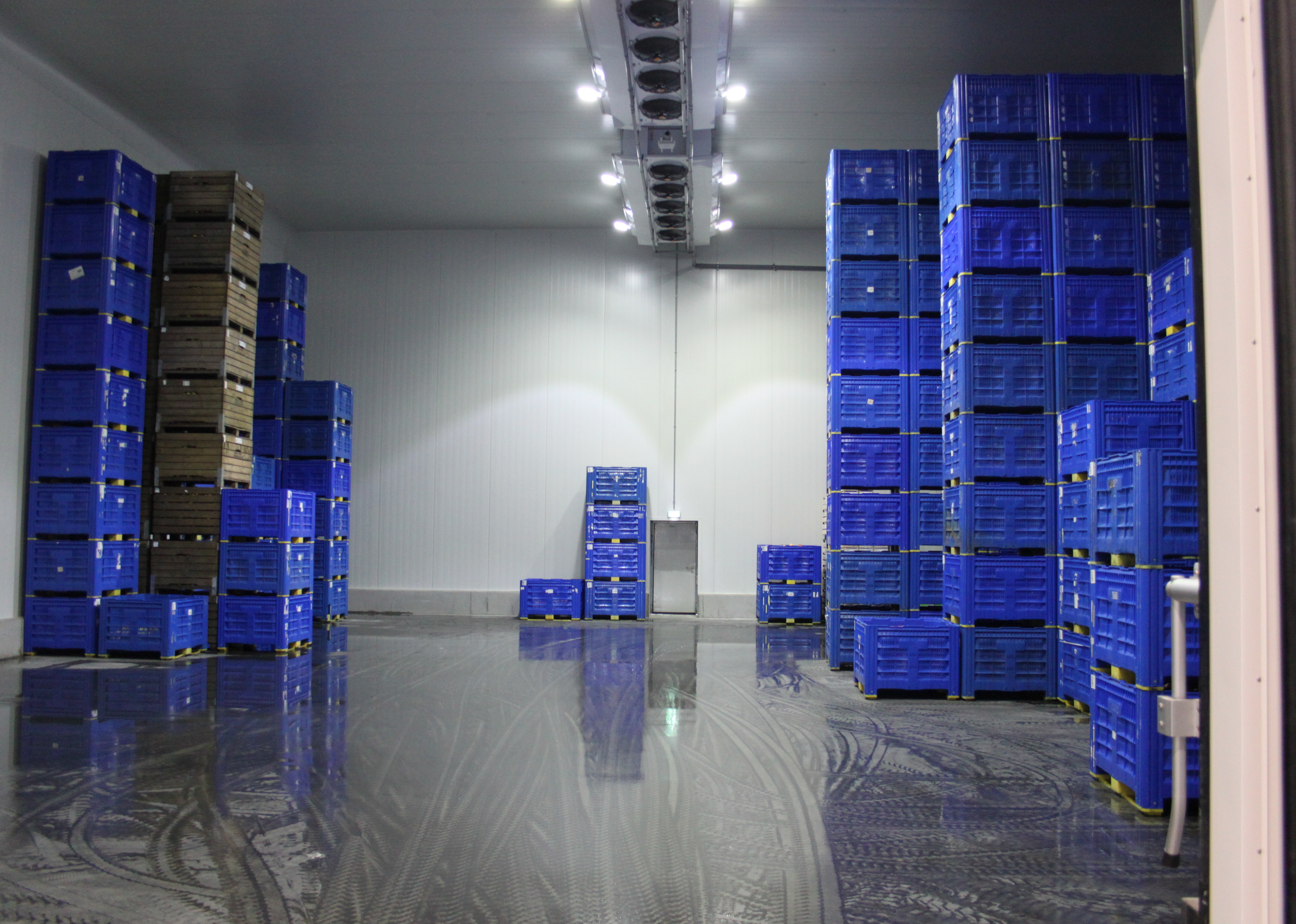
Kühlraum

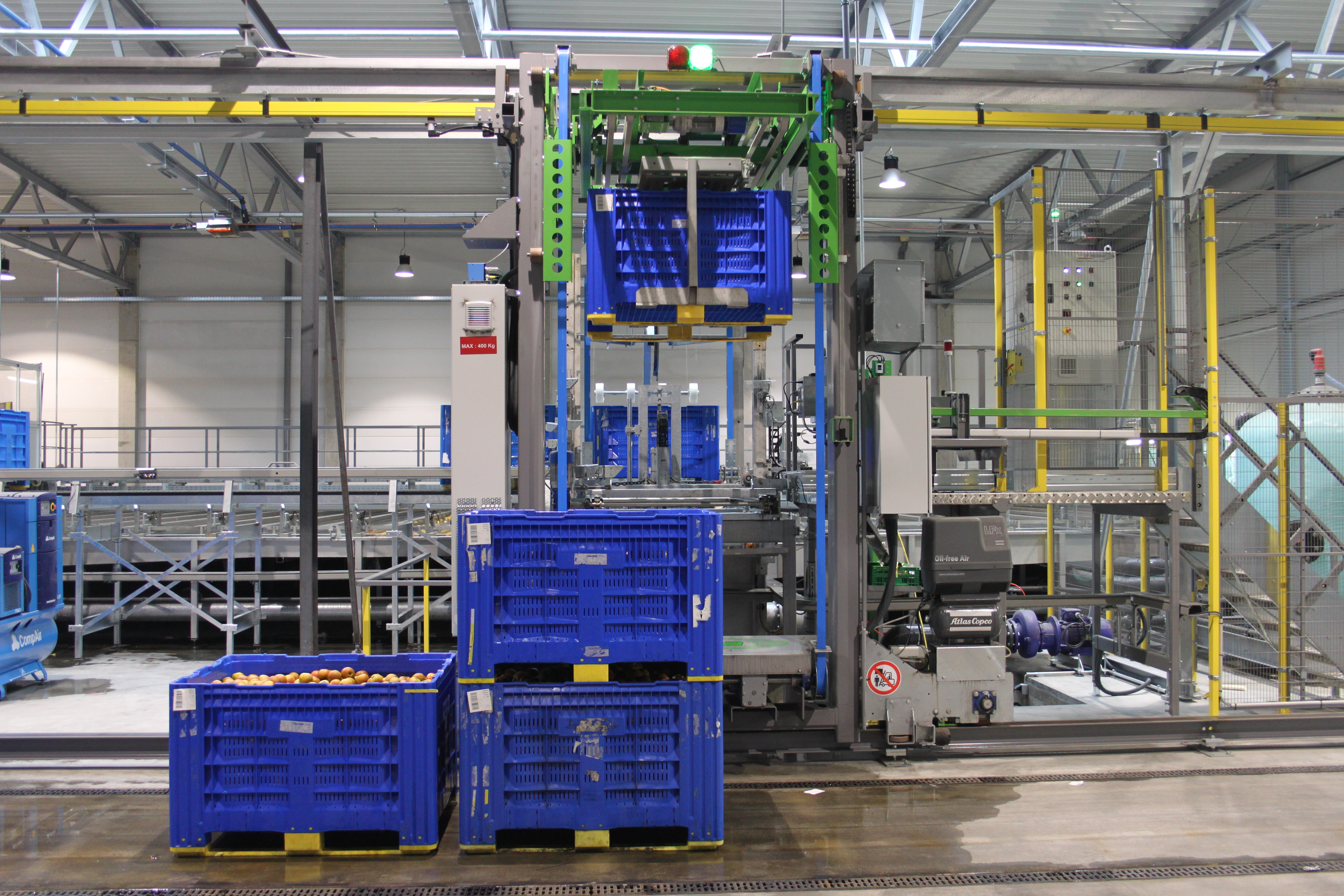
Automatischer Großkistenlader

Die Fruchtverarbeitung GmbH wurde 1974 gegründet und ist seit 2009 ein Unternehmen der Elbe-Obst Erzeugerorganisation r. V. Hauptsächlich werden Äpfel verarbeitet. Sie werden geschält, entkernt und in Würfel, Segmente, Streifen oder Pommes geschnitten. Die Schnittart kann individuell auf fast jeden Kundenwunsch abgestimmt werden. Die im Alten Land vorherrschende Festigkeit der Äpfel fördert deren Schälbarkeit.

## Produkte

### Kernobst
Der Apfel ist das Hauptprodukt. Neben klassischen Apfelsorten wie Elstar, Jonagold, Braeburn, Roter Boskoop und Holsteiner Cox gehören auch Markensorten wie Kanzi, Rubens, Sweetango und Fräulein zum Sortiment. Außerdem werden der Snack-Apfel Rockit-Apple und die rotfleischige Apfelsorte Kissabel über die Red Apple Germany GmbH vermarktet.

### Steinobst
Zum Steinobst gehören Süß- und Sauerkirschen sowie Pflaumen und Zwetschen. Insbesondere der geschützte Süßkirschenanbau unter Dach nimmt stetig zu.

### Beerenobst
Die Mitglieder von Elbe-Obst bauen neben Erdbeeren und Himbeeren auch Rote und Grüne Stachelbeeren, Schwarze und Rote Johannisbeeren sowie Brombeeren an.

## Sponsoring
Seit 2010 ist Elbe-Obst offizieller Sponsor und Premiumpartner der Bundesligamannschaft der Handball-Frauen des Buxtehuder SV (BSV). So fungieren die Handballerinnen auch als „Apfelbotschafterinnen“ auf verschiedenen Veranstaltungen.